# Prionolabis recurvans
Prionolabis recurvans är en tvåvingeart som först beskrevs av Alexander 1953.  Prionolabis recurvans ingår i släktet Prionolabis och familjen småharkrankar. Inga underarter finns listade i Catalogue of Life.